# محلة باب الطوب
محلة باب الطوب حي من الأحياء التجارية الحيوية في مدينة الموصل القديمة، ويعرف أيضا باسم جوبة البقارة. يحده نهر دجلة من الشرق، أما من الشمال فتحده محلة الميدان. ومن الجنوب محلة الدواسة، أما من الغرب فتحده محلة جامع خزام ومحلة الشيخ فتحي. تتصف المحلة - خاصة في جهتها الشمالية - بتمركز كثيف للمحلات التجارية.

## أصل التسمية
نسبة إلى الباب الجنوبي للمدينة والذي فتحه والي الموصل حسين باشا الجليلي، وكان ينتصب إلى جانبه (طوب)، وهو الاسم العثماني للمدفع.

## معالم المحلة
- الجامع المجاهدي
- سوق الهرج
- سوق الصوافة